# Celeste Cid
Maria Celeste Cid (Buenos Aires, 19 gennaio 1984) è un'attrice argentina.

## Biografia
María Celeste Cid è nata il 19 gennaio 1984 ed è cresciuta nel quartiere San Cristóbal della città di Buenos Aires.
La sua carriera come attrice è iniziata a 13 anni quando ha partecipato al casting di Chiquititas. Dopo partecipa a Verano del '98 e riceve un'offerta come attrice protagonista, insieme a Emanuel Ortega in EnAmorArte.
Nel 2002 prende parte alla telenovela Franco Buenaventura, el profe, il cui protagonista è Osvaldo Laport. Lì interpreta una giovane studentessa che ha una relazione con il suo professore.
Nel 2003 interpreta Julia Malaguer Podestá in Resistiré dove condivide il ruolo di protagonista con Pablo Echarri. In questo anno inoltre partecipa anche al videoclip "Asesíname" di Charly García.
Nel 2004 ha un figlio con il marito, Emmanuel Horvilleur.  Poi, partecipa in alcuni capitoli del programma di Pol-ka Producciones Locas de amor e nel 2005 torna come protagonista di Ambiciones, trasmessa sul canale Telefe. Durante il corso dell'anno, recita in teatro nella la tragedia greca Hipólito y Fedra.
Tra il 2006 e il 2007 ha partecipazioni sporadiche in televisione nelle serie Mujeres asesinas, Televisión por la identidad e Mujeres elefantes.
Nel 2008 debutta come direttrice nel cortometraggio Limbo.
Nel 2008 è protagonista del suo primo lungometraggio, Motivos para no enamorarse, insieme a Jorge Marrale. Più tardi ritorna alla televisione come protagonista della mini serie  Dirigime - La Venganza.
Nel 2009 è protagonista nella serie Eva & Lola diretta da Sabrina Farji.
Nel 2010, ritorna in televisione come una dei protagonisti in Para vestir santos - A proposito di single trasmessa sul Canal Trece.
Nel 2011 lascia il ruolo da protagonista nella serie Lobo per problemi personali. Più tardi viaggia in Europa per fare la protagonista del film drammatico El amigo alemán, di produzione argentino-tedesca.
Nel 2012 è protagonista insieme a Luciano Castro della telenovela Sos mi hombre, trasmessa da Canal Trece.
Durante il 2014, Celeste è protagonista del film Aire libre, insieme a Leonardo Sbaraglia. Nel 2015, è protagonista del film La parte ausente, di Gabriel Maidana, insieme a Alberto Ajaka. Nel 2017 è una dei protagonisti della telenovela Five Stars.

## Vita personale
Nel 2003 ha conosciuto il musicista Emmanuel Horvilleur, con cui nel 2004 ha avuto un figlio, André.
Celeste ha avuto problemi di dipendenza dalle droghe; nel 2009 ha deciso di andare all'Istituto FLENI per disintossicarsi. A settembre del 2011 è stata ricoverata in un centro neuropsichiatrico per "eccitazione psicomotoria".
Nel 2013 ha avuto una relazione con il leader di Tan Biónica, Chano Moreno Charpentier, dal quale si è separata nel 2014.
Il 13 ottobre 2016 è nato il suo secondo figlio maschio, Anton Noher, avuto dalla relazione con l'attore Michel Noher.

## Filmografia parziale

### Cinema
- Motivos para no enamorarse, regia di Mariano Mucci (2008)
- Eva & Lola, regia di Sabrina Farji (2010)
- El amigo aleman, regia di Jeanine Meerapfel (2012)
- La parte ausente, regia di Galel Maidana (2015)
- Artax, regia di Diego Corsini (2016)

### Televisione
- Chiquititas (1997-1998)
- Verano del '98 (1999-2000)
- EnAmorArte (2001)
- Franco Buenaventura, el profe (2002)
- Resistiré (2003)
- El deseo (2004)
- Locas de amor (2004)
- Botines (2005)
- Conflictos en red  (2005)
- Ambiciones (2005)
- Mujeres asesinas (2006)
- Dirijime: la venganza (2009)
- Para vestir santos - A proposito di single (Para vestir santos)  (2010)
- Sos mi hombre (2012-2013)
- Viudas e hijos del rock and roll (2014-2015)
- Five Stars (Las Estrellas) (2017-2018)
- Separadas (Separadas) (2020)